# Anabarhynchus atrifemoratus
Anabarhynchus atrifemoratus är en tvåvingeart som beskrevs av Lyneborg 2001. Anabarhynchus atrifemoratus ingår i släktet Anabarhynchus och familjen stilettflugor. Inga underarter finns listade i Catalogue of Life.